# Dexia extendens
Dexia extendens är en tvåvingeart som beskrevs av Walker 1856. Dexia extendens ingår i släktet Dexia och familjen parasitflugor. Inga underarter finns listade i Catalogue of Life.